# 1916年美国总统选举
1916年美国总统选举是于当年11月7日星期二举行的第33届总统选举。时任民主党总统伍德罗·威尔逊击败了共和党候选人、前纽约州州长查尔斯·埃文斯·休斯。
1916年6月，共和党全国代表大会上保守派与进步派达成妥协，选择休斯作为总统候选人。休斯在大会第三轮投票中击败了约翰·W·威克斯，伊莱休·鲁特和其他几位候选人。在1912年大选中，保守派和进步派共和党人曾因当时的现任总统威廉·霍华德·塔夫脱和前任总统西奥多·罗斯福的候选人之争而分裂，但这次他们为了击败威尔逊大都团结在休斯周围。截至2025年，休斯仍然是现任或前任最高法院大法官中唯一担任过主要政党总统候选人的人。几天后，威尔逊在没有反对的情况下再次获得1916年民主党全国代表大会的提名。
这场竞选是在战争为主题的背景下进行，即墨西哥革命和第一次世界大战。尽管美国官方在欧洲冲突中持中立态度，由于德国军队对平民的残酷对待以及德国和奥地利君主的好战特质，美国舆论偏向大不列颠和法国领导的协约国对抗德意志帝国和奥匈帝国。虽然同情协约国，大多数美国选民希望避免卷入战争，继续中立政策。威尔逊的竞选活动使用了“他让我们避免战争”和“美国优先”等口号来吸引那些不想参战的选民。 休斯则批评威尔逊对冲突没有采取“必要的准备”。
经过艰苦的竞选，威尔逊在普选票数中以接近60万张的优势领先休斯。威尔逊席卷了稳固的南方州且以极小的优势赢得了数个摇摆州，从而在选举人团中获得了微弱的多数。在决定性的加利福尼亚州，威尔逊仅赢了3,773票。
具有讽刺意味的是，美国在威尔逊第二任期开始一个月之后，即1917年4月就参加了一战。